# 26435 Juliebrisset
26435 Juliebrisset è un asteroide della fascia principale. Scoperto nel 1999, presenta un'orbita caratterizzata da un semiasse maggiore pari a 2,2958682 au e da un'eccentricità di 0,1520575, inclinata di 4,25043° rispetto all'eclittica.